# Horst Tappert

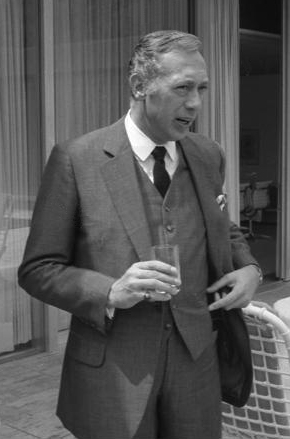
Horst Tappert (1971)

Horst Tappert (* 26. Mai 1923 in Elberfeld; heute Wuppertal; † 13. Dezember 2008 in Planegg) war ein deutscher Schauspieler und Regisseur. Seine bekannteste Rolle war die des Oberinspektors Derrick in der gleichnamigen TV-Krimiserie, in der er in mehreren Folgen auch die Regie führte.

## Leben

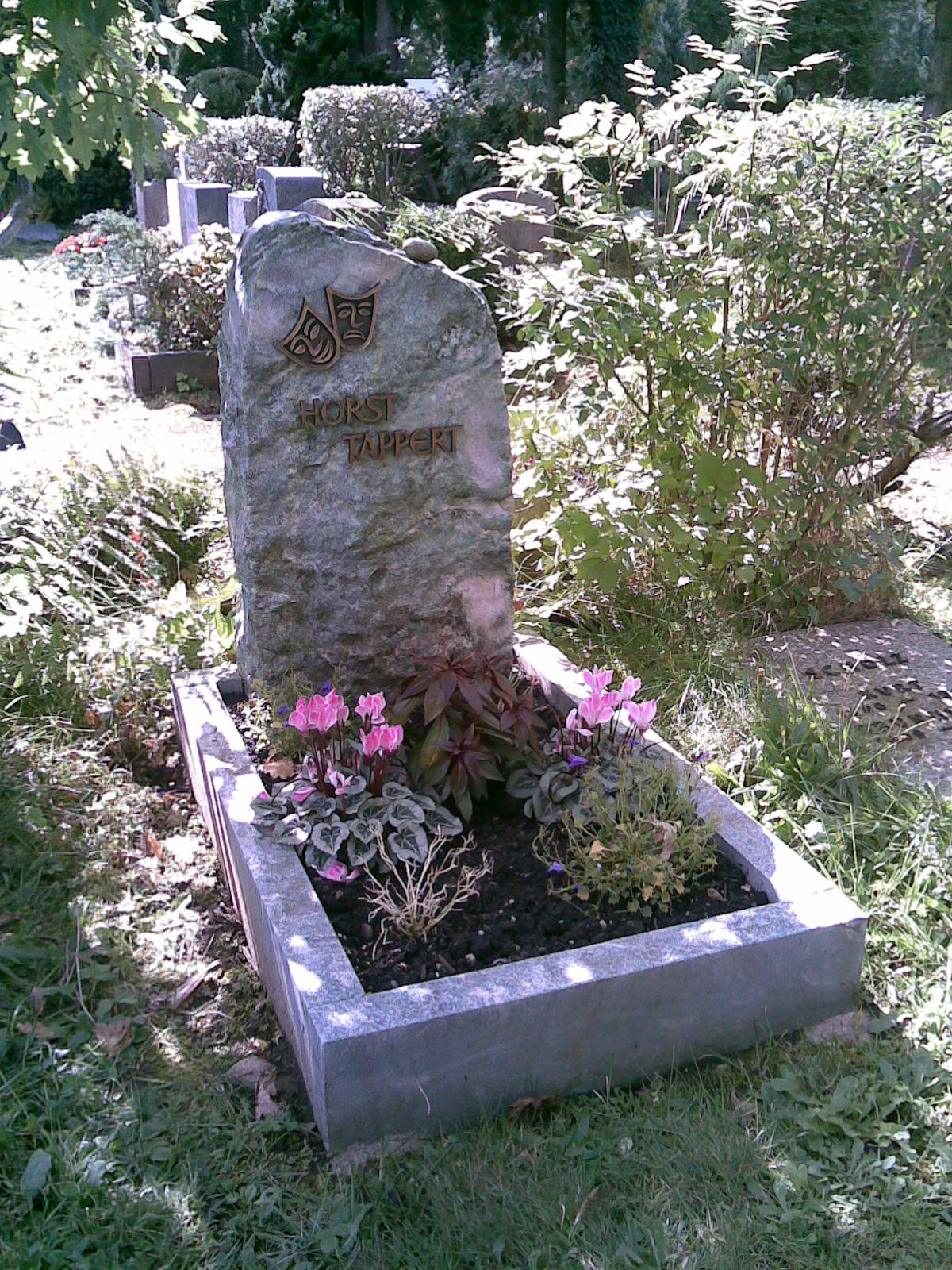
Urnengrab Horst Tapperts in Gräfelfing bei München (2010)

Horst Tappert wurde 1923 als Sohn des Postbeamten Julius Tappert (1892–1957) und seiner Frau Ewaldine, geb. Röll (1892–1981), im heutigen Wuppertaler Stadtteil Elberfeld geboren. Nach der Volksschule absolvierte er von 1937 bis 1940 eine Lehre zum Industriekaufmann.
1940 wurde er zur Wehrmacht eingezogen. Mit 19 war er Angehöriger der Waffen-SS. Er wurde zunächst bei einer Flak-Einheit in Arolsen und 1943 bei der SS-Panzergrenadier-Division Totenkopf in der Sowjetunion eingesetzt; damals war er SS-Grenadier. In dieser Division war auch Herbert Reinecker, der spätere Schöpfer der Fernsehserie Derrick. Tappert hat über diese seine Vergangenheit zeitlebens geschwiegen. In einem Interview gab er 1998 an, er sei zuerst beim Arbeitsdienst gewesen und habe in Russland Straßen gebaut. Danach sei er zum Kompaniesanitäter ausgebildet worden.
Als Kriegsgefangener war er 1945 in Seehausen/Altmark interniert und arbeitete bei einer Familie in Packebusch in der Landwirtschaft. Nach dem Krieg lebte er in Gräfelfing im Landkreis München.
Nachdem seine beiden ersten Ehen, aus denen drei Kinder stammten, 1947 bzw. 1954 geschieden wurden, heiratete Tappert 1957 die Schauspielerin Ursula Pistor (1928–2014). Zu seinen Hobbys zählten Angeln und Jagen. Im Jahr 1990 bekamen Ursula und Horst Tappert von der Kommune Hamarøy (Nordland, Norwegen) ein Angebot über ein kostenloses Stück Land für ein Ferienhaus. Seine Frau Ursula hatte dieselbe Schauspielschule besucht wie Ellinor Hamsun, Tochter von Knut Hamsun. Auch war Horst Tappert bekennender Hamsun-Leser. Ihr Ferienhaus behielten die Tapperts bis zum Jahr 2008, obgleich sie bereits einige Jahre vorher nicht mehr in der Lage waren, es zu besuchen.
Tappert starb am 13. Dezember 2008 im Alter von 85 Jahren in einer Klinik in Planegg bei München. Sein Urnengrab befindet sich auf dem Friedhof von Gräfelfing.

## Karriere

### Theater
Nach der Rückkehr aus der Kriegsgefangenschaft stellte er sich als Buchhalter am neu eröffneten Theater der Altmark in Stendal (Sachsen-Anhalt) vor, wo ihn der dortige künstlerische Leiter zu einer Tätigkeit als Schauspieler überredete. Zunächst übernahm er die Hauptrolle des Dr. Striebel in Paul Helwigs Komödie Flitterwochen. Ab 1946 erhielt er Schauspielunterricht bei Paul Rose. Unter ihm sammelte er in Köthen und am Landestheater Württemberg-Hohenzollern erste Bühnenerfahrungen. 1947 war Tappert in Tübingen auch für das von Elisabeth Noelle-Neumann mitbegründete Theaterunternehmen Interessengemeinschaft Freilichtspiele tätig.
Sein weiterer Weg führte ihn über das Stadttheater Göttingen (1949–1950), das Staatstheater Kassel (1950–1951) und das Theater der Stadt Bonn (1951–1953) an die Städtischen Bühnen in Wuppertal und 1956 schließlich an die Münchner Kammerspiele. Ab 1967 arbeitete Tappert als freier Schauspieler.

### Hörfunk, Film und Fernsehen
Eine erste (wortlose und nur sekundenlange) Rolle hatte Tappert 1949 in Frauenarzt Dr. Prätorius. Ende der 1950er Jahre trat er erstmals in Kino- und Fernsehfilmen auf. Nach dem Kinofilm Der Engel, der seine Harfe versetzte (1959) spielte Tappert einen Hoteldetektiv in der Fernsehserie Zu viele Köche (1961). Danach war er als Vikar in dem sechsteiligen Durbridge-Straßenfeger Das Halstuch (1962) zu sehen und spielte im selben Jahr einen Ganoven in dem Pater-Brown-Film Er kann’s nicht lassen neben Heinz Rühmann. 1966 begann sein Durchbruch im Fernsehen mit dem Krimi-Dreiteiler Die Gentlemen bitten zur Kasse, in dem er die Rolle des Posträuberchefs Michael Donegan spielte. 1966 war Tappert auf der Seite der Bösen in dem Jerry-Cotton-Kinofilm Die Rechnung – eiskalt serviert.
1968 schwamm Tappert auch auf der Edgar-Wallace-Welle mit, zuerst in Der Hund von Blackwood Castle, und wechselte dann im selben Jahr von der Rolle des Ganoven zum Gesetzeshüter und spielte zweimal den Scotland-Yard-Inspektor Perkins, zuerst in Der Gorilla von Soho und dann noch einmal in Der Mann mit dem Glasauge (1969). Für das ZDF spielte Tappert in dessen erster Krimiserie mit, ebenfalls 1968 in Das Kriminalmuseum. 1970 war Tappert erneut als Inspektor in dem „pulvertrockenen Sittenreißer“ (Werbezeile) Perrak zu sehen. 1971 war Tappert in dem Fernsehfilm Yester – der Name stimmt doch? zu sehen, dessen Titelgebung an die erfolgreiche Fernsehserie Graf Yoster gibt sich die Ehre aus dem Jahr 1967 erinnert, jedoch nach einem amerikanischen Kriminalroman gedreht wurde.
Tappert ließ 1972 seine Rolle aus Die Gentlemen bitten zur Kasse in dem Fernsehzweiteiler Hoopers letzte Jagd wieder aufleben. Jetzt hieß er zwar Michael Richardson, aber er war im Prinzip der gleiche Gangster wie bei den Gentlemen und wurde erneut von dem ruhelosen Ermittler aus Die Gentlemen gejagt.
Als der Produzent Helmut Ringelmann eine neue Krimiserie plante, erinnerte er sich an Tappert. Drehbuchautor Herbert Reinecker schrieb an der Nachfolge der sehr erfolgreichen Krimireihe Der Kommissar, in der Tappert bereits 1970 und 1973 mitgespielt hatte. Die neue Serie hieß Derrick und sollte einen anderen Typus von Kriminalisten zeigen. Tappert spielte darin ab 20. Oktober 1974 mit der ersten Episode Waldweg die Hauptrolle des Oberinspektors Stephan Derrick, dem als Assistent Inspektor Harry Klein (gespielt von Fritz Wepper, direkt übernommen aus der Serie Der Kommissar) an die Seite gestellt wurde. Zwischen 1974 und 1998 wurden 281 Folgen der Serie gedreht, die nicht nur beim deutschen Publikum ein Erfolg war: Sie wurde in über 100 Ländern ausgestrahlt. In 11 Derrick-Folgen (zwischen 1986 und 1997) führte er auch Regie. Als Stephan Derrick war er noch 2004 im Zeichentrickfilm Derrick – Die Pflicht ruft! zu hören.
Ab Mitte der 1950er Jahre war Tappert auch häufig als Hörspielsprecher im Einsatz. Er war in weit über 100 Hörspielen der unterschiedlichsten Genres vertreten, zumeist in Haupt- oder ausgebauten Nebenrollen. So ging er 1962 in dem mehrteiligen Science-Fiction-Hörspiel Terra Incognita von Philip Levene als Dr. Gauge, einem Experten für ganz besondere Kriminalfälle, zusammen mit seinem Kollegen Inspektor Adams (Heinz Schimmelpfennig) auf die Jagd nach unheimlichen Wesen, die tief unter der Erde lebten und sich gegen die Atombombenversuche der Menschen wehrten.
Bereits 1960 spielte er die Titelrolle in dem Stück Die Legende vom heiligen Trinker, 1968 konnte man ihn in einer Hörspiel-Adaption der Dreigroschenoper als Mackie Messer erleben. Auch in dem einzigen Paul-Temple-Hörspiel des BR von 1959 Paul Temple und der Conrad-Fall war er zu hören.
Nach dem Beginn der Derrick-Reihe trat er beim Rundfunk nur noch selten als Sprecher in Erscheinung. 1976 sprach er in dem Hörspiel Der Fall der Kommissare ebenfalls die Rolle des Oberinspektors. In dieser Geschichte traten in- und ausländische Ermittler auf, die jeweils von ihren Original-Schauspielern und Original-Synchronsprechern gesprochen wurden.
Nachdem 2013 Tapperts Zugehörigkeit zur Waffen-SS bekannt geworden war, beschloss das ZDF 2016, keine Wiederholungen von Derrick-Folgen mehr auszustrahlen.

## Bühnenrollen (Auswahl)
- Edward Albee, Die Ballade vom traurigen Café (Erzähler)
- Hermann Bahr, Das Konzert (Dr. Jura)
- Honoré de Balzac, Das Finanzgenie (1971 – Tournee)
- Samuel Beckett, Warten auf Godot (Wladimir)
- Bertolt Brecht, Die Dreigroschenoper (Mackie Messer)
- Georg Büchner, Leonce und Lena (König)
- Francis Durbridge, Ein lückenloses Alibi
- Friedrich Dürrenmatt, Die Physiker (Einstein)
- Johann Wolfgang von Goethe, Faust
- Curt Goetz, Ingeborg (Rolle des Ottokar)
- Graham Greene, Die Kraft und die Herrlichkeit (Schnapspriester)
- Gerhart Hauptmann, Die Ratten (Bruno Mechelke)
- Georg Kaiser, Kolportage (Graf James Stjernehö)
- Heinar Kipphardt, In der Sache J. Robert Oppenheimer (Rob)
- Arthur Miller, Tod eines Handlungsreisenden
- Molière, Der eingebildete Kranke (Argan)
- Reginald Rose/Horst Budjuhn, Die zwölf Geschworenen(Nr. 8)
- George Bernard Shaw, Die heilige Johanna (Dauphin)
- Friedrich Schiller, Kabale und Liebe (Wurm später Hofmarschall von Kalb)
- Carl Sternheim, Die Hose

## Filmografie

### Kinofilme
- 1950: Frauenarzt Dr. Prätorius
- 1958: Wir Wunderkinder
- 1958: Helden
- 1959: Der Engel, der seine Harfe versetzte
- 1959: Jacqueline
- 1959: Das schöne Abenteuer
- 1962: Er kann’s nicht lassen
- 1962: Schneewittchen und die sieben Gaukler
- 1963: Zwei Whisky und ein Sofa
- 1966: Die Rechnung – eiskalt serviert
- 1968: Heißer Sand auf Sylt
- 1968: Der Hund von Blackwood Castle
- 1968: Der Gorilla von Soho
- 1969: Der Mann mit dem Glasauge
- 1969: Sieben Tage Frist
- 1970: Perrak
- 1971: Der Teufel kam aus Akasava
- 1971: Und Jimmy ging zum Regenbogen
- 1971: Rosy und der Herr aus Bonn
- 1971: Der Kapitän
- 1971: Sie tötete in Ekstase
- 1972: Der Todesrächer von Soho
- 1974: Auch ich war nur ein mittelmäßiger Schüler

### Fernsehfilme
- 1957: Soledad
- 1958: Die Alkestiade
- 1958: Die Tochter des Buchmachers
- 1958: Der öffentliche Ankläger
- 1958: Schwester Bonaventura
- 1958: Die Abwerbung
- 1959: Ruf ohne Echo
- 1959: Spanische Legende
- 1958: So ist es – ist es so?
- 1961: Einladung ins Schloß
- 1961: Küß mich Kätchen
- 1961: Ein schöner Tag
- 1961: Nora
- 1961: Übergewicht
- 1961: Amphitryon
- 1962: Der Abstecher
- 1962: Dir Rache
- 1963: Heiraten ist immer ein Risiko
- 1963: Dr. Joanna Marlowe
- 1963: Das tödliche Patent
- 1963: Leonce und Lena
- 1964: Der Mann mit dem Zylinder
- 1964: Sechs Personen suchen einen Autor
- 1964: Der Aussichtsturm
- 1964: Der trojanische Krieg findet nicht statt
- 1964: Elektra
- 1965: Die Reise
- 1965: Der Spielverderber – Das kurze, verstörte Leben des Kaspar Hauser
- 1965: Eine reine Haut
- 1965: Judith
- 1965: Tatort
- 1966: Das ganz große Ding
- 1966: Ein Tag in Paris
- 1966: Der Kinderdieb
- 1966: Der Mann aus Melbourne
- 1966: Der schwarze Freitag
- 1967: Liebe für Liebe
- 1967: Ein Riß im Eis
- 1967: Der Panamaskandal
- 1967: Die Kollektion
- 1967: Der große Postraub
- 1967: Ist er gut? – Ist er böse?
- 1967: Heinrich IV.
- 1968: Hinter den Wänden
- 1969: Das schönste Fest der Welt
- 1969: Transplantation
- 1970: Industrielandschaft mit Einzelhändlern (NDR, stark an das epische Theater angelegte Geschichte des Untergangs eines Hamburger Drogisten; siehe auch: Kulenkampffs Schuhe, 2018)
- 1970: Mrs. Hyde
- 1970: August der Starke – Ein ganzes Volk nennt ihn Papa
- 1971: Yester – der Name stimmt doch?
- 1971: Männer aus zweiter Hand
- 1972: Blüten der Gesellschaft
- 1973: Gabriel
- 1973: Wenn Annemarie ins Wasser geht – Die seltsamen Erlebnisse, Erinnerungen und Phantasien des Herrn T.
- 1973: Fall nicht in den Schwanensee
- 1974: Plus minus null
- 1978: Unsere kleine Welt
- 2000: Der Kardinal – Der Preis der Liebe
- 2003: Herz ohne Krone

### Fernsehserien und Mehrteiler
- 1961: Zu viele Köche
- 1962: Das Halstuch
- 1966: Die Gentlemen bitten zur Kasse
- 1968: Das Kriminalmuseum
- 1969: Seltsames Zwischenspiel
- 1970: Der Kommissar
- 1972: Hoopers letzte Jagd
- 1972: Eine Frau bleibt eine Frau
- 1973: Der Kommissar: Die Nacht, in der Basseck starb
- 1974–1998: Derrick
- 1997: RTL Samstag Nacht

## Hörspiele
| Jahr | Titel                                                      | Rolle                         | Regie                  |
| ---- | ---------------------------------------------------------- | ----------------------------- | ---------------------- |
| 1957 | Die Brüder Rico                                            | Joe                           | Leonard Steckel        |
| 1958 | Das Lied der Drehorgel                                     | Wirt                          | Heinz-Günter Stamm     |
| 1959 | Paul Temple und der Conrad-Fall                            | Herr Günther, Hotelier        | Willy Purucker         |
| 1959 | Peter Voss, der Millionendieb                              | Rechtsanwalt                  | Heinz-Günter Stamm     |
| 1960 | Der Transport                                              |                               | Gerlach Fiedler        |
| 1960 | Winterreise                                                | Mann                          | Fritz Schröder-Jahn    |
| 1960 | Zum Empfang sind erschienen                                | John Heath                    | Fritz Schröder-Jahn    |
| 1960 | Das Käthchen von Heilbronn (Die Feuerprobe)                |                               | Heinz-Günter Stamm     |
| 1960 | Die Legende vom heiligen Trinker                           | Der Trinker                   | Raoul Wolfgang Schnell |
| 1960 | Der Regenbogen aus der Kugel                               |                               | August Everding        |
| 1961 | Das Lied der Lieder                                        | Der Geschäftsführer           | Oswald Döpke           |
| 1961 | Fischerjungen                                              |                               | August Everding        |
| 1962 | Sherlock Holmes spannt aus                                 | Cunningham                    | Heinz-Günter Stamm     |
| 1962 | Das gelbe Krokodil                                         |                               | August Everding        |
| 1962 | Gäste aus Deutschland                                      | Grandpierre, Gemeindesekretär | Fritz Schröder-Jahn    |
| 1962 | Ein Elefant aus Cartagena                                  |                               | Otto Kurth             |
| 1962 | Terra Incognita                                            | Dr. Andrew Gauge              | Wilm ten Haaf          |
| 1963 | Silberstrahl                                               | Colonel Ross                  | Heinz-Günter Stamm     |
| 1963 | Die Kameliendame                                           | Baron von Varville            | Heinz-Günter Stamm     |
| 1964 | Der Prozeß um des Esels Schatten                           | Rechtsanwalt Physignatus      | Otto Kurth             |
| 1964 | Träume                                                     |                               | Otto Kurth             |
| 1965 | Gestatten, mein Name ist Cox: Trommeln gehört zum Handwerk | Don Alvarez Quinto            |                        |
| 1965 | Das Geheimabkommen                                         |                               | Wilm ten Haaf          |
| 1965 | Das Fräulein von Scuderi                                   | König                         | Edmund Steinberger     |
| 1965 | Buddenbrooks                                               | Christian Buddenbrook         | Wolfgang Liebeneiner   |
| 1965 | Der Mord in der Rue Morgue                                 | Monsieur Auguste Dupin        | Edmund Steinberger     |
| 1965 | Die Glocken von Bicêtre                                    | Andoire                       | Gert Westphal          |
| 1965 | Ein Fünfmarkstück namens Müller                            | Tod                           | Karl Wittlinger        |
| 1966 | Prinz und Betteljunge                                      | Erzähler                      | Jan Alverdes           |
| 1967 | Rochade                                                    | Brille                        | Dieter Giesing         |
| 1967 | Die Auskunft                                               | Auskunftsbeamter              | Paul Pörtner           |
| 1968 | Die Dreigroschenoper                                       | Mackie Messer                 | Ulrich Lauterbach      |
| 1968 | Die Gentlemen bitten zur Kasse                             | Michael Donegan               | Sándor Ferenczy        |
| 1969 | Der Anschlag                                               | Strunz                        | Peter Michel Ladiges   |
| 1970 | Verlorene Illusionen                                       | Baron du Chatelet             | Fritz Schröder-Jahn    |
| 1970 | Reisebeschreibung                                          | Professor                     | Raoul Wolfgang Schnell |
| 1971 | Die Pferdediebe in Arkansas                                | Rawson                        | Jan Alverdes           |
| 1971 | Tödliches Experiment                                       | Duncan Fleet                  | Karl Ebert             |
| 1971 | Das Schlangennest                                          | Ralph Cherril                 | Fritz Schröder-Jahn    |
| 1972 | Nora oder Ein Puppenheim                                   | Dr. Rank                      | Heinz-Günter Stamm     |
| 1972 | Die letzte harte Rechnung                                  | Pepe Zantoza                  | Heinz-Günter Stamm     |
| 1974 | Väter und Söhne                                            | Pawel Kirsanow                | Gert Westphal          |
| 1976 | Der Fall der Kommissare                                    | Oberinspektor Derrick         | Günther Sauer          |
| 1977 | Wie war der Film, erzähl doch mal                          |                               | Heiner Schmidt         |
| 1978 | Finden Sie, daß Constanze sich richtig verhält?            |                               | Günther Sauer          |
| 1996 | Zur letzten Klappe                                         | Oberinspektor Derrick         | Caroline Draber        |

## Preise und Auszeichnungen
- 1979: Bambi
- 1980: Ehrenkommissar der bayerischen Polizei
- 1981: Goldene Kamera in der Kategorie Beliebtester Krimiheld (1. Platz der HÖRZU-Leserwahl)
- 1984: Goldene Kamera, Österreich
- 1986: Telegatto, italienischer Fernsehpreis
- 1988: Bundesverdienstkreuz am Bande
- 1995: Silberne Tulpe, niederländischer Fernsehpreis
- 1996: Verdienstorden des Landes Nordrhein-Westfalen[18]
- 1997: Bundesverdienstkreuz I. Klasse
- 1998: Telestar für das Lebenswerk, übergeben von „Posträuber“ Bruce Reynolds
- 1998: Platin-Romy für das Lebenswerk
- 2002: Willy-Brandt-Preis der norwegisch-deutschen Willy-Brandt-Stiftung
- 2003: Bayerischer Fernsehpreis (Sonderpreis)

## Autobiographie
- Derrick und ich. Meine zwei Leben. Heyne, München 1998, ISBN 3-453-15000-7; ebd. 1999, ISBN 3-453-16162-9